# 苯氟雷司
苯氟雷司（英语：Benfluorex），商品名为Mediator，是一种在结构上与氟苯丙胺（一种苯丙胺替代物，也叫芬氟拉明）相关的厌食剂和降血脂剂。对于控制不佳的2型糖尿病患者，它可以改善血糖控制并降低胰岛素抵抗。
它于1976年至2009年间上市，据信已造成500至2,000人死亡。它获得专利并由法国制药公司施维雅制造。然而，施维雅被怀疑其所销售的苯氟雷司与药物的医疗特性不符。
2021年3月29日，法国法院裁定施维雅犯有欺骗和过失杀人罪，对其处以270万欧元（230万英镑）的罚款。

## 撤药
2009年12月18日，欧洲药品管理局建议在欧盟范围内停用所有含有苯氟雷司的药物，因为它们拥有风险，尤其是瓣膜性心脏病（类氟苯丙胺心血管副作用）的风险大于其益处。因此弗拉雄等人显示服用苯氟雷司的人患不明原因瓣膜性心脏病的几率更高。另外，威尔等人研究了超过100万糖尿病患者，结果表明服用苯氟雷司的患者因瓣膜性心脏病住院率更高。在法国，该药物已由施维雅以商品名Mediator作为辅助抗糖尿病药物销售。该药物于1976年至2009年间上市，据信已导致500至2,000人死亡。这种药物也在西班牙、葡萄牙和塞浦路斯等国使用。
2021年3月29日，法国法院裁定施维雅犯有欺骗和过失杀人罪，并处以270万欧元（230万英镑）的罚款，因为Mediator与多达2,000人的死亡有关。前高管让-菲利普·塞塔被判处四年有期徒刑，缓期执行。法国药品管理局被指控未能对有关该药物的警告采取足够快的行动，被罚款303,000欧元。该制药集团被判欺诈罪名不成立。
氟苯丙胺是一种相关药物，在出现心脏瓣膜病、肺动脉高压和心脏纤维化的报道后，于1997年退出市场。这种副作用是由心脏瓣膜5-HT2B受体上的代谢物去甲氟苯丙胺介导的，导致三尖瓣上心脏成纤维细胞增殖后心力衰竭的特征模式。氟苯丙胺和苯氟雷司都形成去甲氟苯丙胺作为代谢物。这种副作用导致氟苯丙胺作为一种厌食药物在世界范围内被撤回，随后苯氟雷司也在欧洲被撤回。